# The Bat!
The Bat! — умовно-безкоштовний поштовий клієнт для операційних систем Microsoft Windows. Розроблений молдовською компанією Ritlabs, SRL.

## Можливості
Має багато можливостей для сортування листів, а також має систему для підключення додаткових модулів розширення (плагінів), призначених для захисту від спаму та вірусів. Як правило, плагіни можна завантажити з сайту розробників подібних модулів. У програмі є вбудований диспетчер пошти для POP3-серверів.

### Безпека
Програма має багато засобів для забезпечення безпеки листування. Серед них:
- Захист поштової скриньки паролем
- Шифрування поштової бази
- Шифрування та підпис листів за допомогою S/MIME й OpenPGP
- Блокування підозрілих зображень
- Ігнорування скриптів і виконуваних кодів

### Сортувальник листів
У The Bat! можна налаштувати автоматичне сортування листів за заданими параметрами. Програма здатна пересортувати листи за відправником, адресатом, темою, текстом листа, тегам, розміром листа, пріоритетом, датою й іншими параметрами. Серед доступних дій — переміщення, копіювання, експорт, друк листів, видалення, автовідповідь, створення нагадування та запуск зовнішнього застосунку. Можливо створювати загальні правила сортування, дійсні для декількох поштових скриньок.

### Віртуальні папки
Віртуальні папки спрощують роботу з потоком листів. У The Bat! є можливість створити віртуальні папки та за допомогою фільтрів налаштувати відображення потрібних листів. Віртуальні папки містять не листи, а посилання на них. Таким чином, їх використання дозволяє не витрачати місце, створюючи копії листів.

### Шаблони
Доступні шаблони оформлення листів трьох рівнів: для окремого контакту, для листів, створених у визначеній папці, та для листів, створених у визначеній скриньці. В The Bat! є і швидкі шаблони, що дозволяють вставити в листа фрагменти заздалегідь набраного тексту. Швидкі шаблони можуть бути загальними для всіх скриньок.

### Резервне копіювання
Також у The Bat! є можливість резервного копіювання листів (у загальному резервному файлі чи в окремому для кожної поштової скриньки) або папки, адресної книги та налаштувань за запитом користувача чи в автоматичному режимі за розкладом. При цьому можливий захист резервної копії паролем і додавання коментарів.

### Права доступу
Для кожної поштової скриньки можна встановити адміністраторські та користувацькі права доступу. Адміністратор може обмежити права звичайного користувача до налаштувань програми та доступу до поштових скриньок.

## Версії
1.0 бета, перша загальнодоступна версія, була випущена у березні 1997 року. Вона мала підтримку папок, фільтрів повідомлень, можливість перегляду HTML листів без використання Internet Explorer. Також була спеціальна функція Mail Ticker — сповіщення про нові повідомлення.
1.00 збірка 1310, перша стабільна версія, вийшла у березні 1998.
У 1.32 було представлено новий HTML-рушій власної розробки. Версії до 1.31 використовували THtmlViewer від Девіда Болдвіна.
У версію 2.0 (вересень 2003) включено підтримку IMAP, простий HTML-редактор, модулі анти-спаму й антивірусу, а також підтримку імпорту повідомлень із Microsoft Office Outlook та Outlook Express.
У версії 3.0 (вересень 2004) з'явилася можливість налаштовувати інтерфейс, створювати віртуальні папки, біометрична автентифікація та підтримка протоколу MAPI для з'єднання з Microsoft Exchange Server.
З версії 3.95 (грудень 2006) програма стала підтримувати IPv6.
Версія 4.0 (лютий 2008) включає історію адрес, вибрані налаштування папок, URL-менеджер для зображень у HTML. Текстовий редактор The Bat! підтримує Юнікод, а також має вбудований переглядач зображень.
У версії 4.1 (грудень 2008) з'явилися HTML-шаблони, підтримка SOCKS-проксі. Введення нового формату індексів повідомлень дозволило зняти обмеження на обсяг поштових баз.
У версії 4.2 (червень 2009) з'явилася можливість відкладеного відправлення повідомлень, із затримкою в часі чи за розкладом.
У версії 4.2.36 (квітень 2010) прискорена робота з папками та зменшено завантаження ЦП під час прийому пошти по протоколу POP3.
У версії 5.0 (квітень 2011) поліпшено підтримку протоколу IMAP, з'явилися нові спливні підказки, інформація про папку в розділі перегляду списки листів, завантажувач зображень, візуальне розділення рядків списку листів на парні та непарні.
У версії 5.1 (квітень 2012) додано Inbox Analyzer, керування завантажувачем зображень, теги повідомлень, впроваджено підтримку зовнішнього переглядача HTML-листів і Multi-SMTP (можливість швидкого перемикання між різними SMTP-серверами).
У версії 5.3.4 (грудень 2012) додано можливість швидкої відповіді для листа, що переглядається (англ. Quick reply), підтримка PGP v10.
У версії 6.0 (листопад 2013) додано підтримку IDN — доменних імен, клієнт повністю став Unicode-застосунком, додано версію для 64-бітних операційних систем.
У версії 6.1 (грудень 2013) додано підтримку протоколів безпеки SSL 3.0 і TLS 1.1.
У версії 6.2 (грудень 2013) з'явився сучасний зведений режим перегляду папки.
У версії 6.3 (березень 2014) додано вбудовану підтримку RSS-каналів і протоколів skype://, callto:// та tel://.
У версії 6.5 (липень 2014) з'явився контекстний онлайн-довідник російською мовою, який можна викликати натиснення клавіші F1.
У версію 6.6 (серпень 2014) включили підтримку технології Windows Touch, оптимізували обробку великих обсягів даних і прискорили резервне копіювання пошти.
У версії 6.7 (жовтень 2014) додано автоматичний вибір кодування символів: програма самостійно визначить, яке з кодувань є оптимальним і сумісним із програмою, яким користується одержувач, і застосує його до тексту.
У версії 6.8 (березень 2015) виправлено відомі помилки, а також підвищено стабільність роботи програми. Тепер існують дві версії програми: x86 і x64-бітна. Редакція визначається активованим ключем.
У версії 7.0 (серпень 2015) з'явилася підтримка технології синхронізації адресних книг CardDAV, а також протоколу EWS для роботи з MS Exchange Server 2007 і вище.
У версії 7.1 (січень 2016) з'явилася підтримка протоколу OAuth 2.0 для Gmail і Mail.Ru.
У версії 7.2 (липень 2016) істотно пришвидшено завантаження листів протоколом POP3, поліпшено роботу редактора листів HTML й інших компонентів програми.
У версії 7.3 (вересень 2016) з'явилася підтримка алгоритмів захисту інформації, побудованих на принципах еліптичних кривих (еліптична криптографія) і прямою секретністю у протоколах TLS/SSL.
У версії 8.0 (листопад 2017) програма навчилася паралельно обробляти велику кількість потоків, які одночасно звертаються до одних і тих самих даних у пам'яті. 64-бітна версія The Bat! для прискорення роботи тепер використовує набір інструкцій AVX-512. З'явилася підтримка моніторів 4K, а також поліпшена взаємодія з засобами читання з екрану й оновлюваними брайлівськими дисплеями та терміналами (для користувачів із вадами зору). Поліпшено редактор HTML. Повністю підтримується режим написання тексту справа ліворуч для таких алфавітів, як арабський, єврейський, перський і т. п. Підвищено рівень безпеки зберігання, завантаження й обробки даних конфігурації, що виключає ризик втрати будь-яких налаштувань.
Сьогодні існують дві версії ліцензування програми: Home та Professional. У версії Professional є перевірка орфографії, шифрування повідомлень за допомогою стандартів S/MIME й OpenPGP (є вбудована реалізація цих протоколів, але можливо використати і зовнішню), шифрування локальної бази даних (включно з повідомленнями, налаштуваннями й адресною книгою) та біометрична аутентифікація.